# Robert Rozental
Robert Rozental (engl. Robert Rosenthal; Gisen, 2. mart 1933 — Riversajd, 5. januar 2024) bio je američki psiholog i ugledni profesor na Kalifornijskom univerzitetu (Riversajd). Njegovi interesi uključuju samoispunjavajuća proročanstva, koje je istažio u dobro poznatoj studiji pod nazivom Prigmalion — efekat očekivanja nastavnika o uspehu učenika.

## Biografija
Rođen je u nemačkom gradu Gisenu i napustio je Nemačku sa svojom porodicom u šestoj godini života. Godine 1956. odbranio je doktorat na Univerzitetu Kalifornija u Los Anđelesu, a 1957. završio je program kliničkog treninga Veteran Affairs. Započeo je svoju akademsku karijeru na Univerzitetu u Severnoj Dakoti, gde je razvio i rukovodio programom kliničke psihologije, a zatim se ostvario u sferi socijalne psihologije kao predavač, profesor na katedri za socijalnu psihologiju i psihologiju na Univerzitetu Hardvard. Penzionisan je sa Hardvarda 1999. godine i prihvatio je stalnu poziciju na Kalifornijskom univerzitetu Riversajd. Njegova trenutna empirijska istraživanja su na dijadičnoj interakciji, neverbalnoj komunikaciji i efektima međuljudskog očekivanja. Kao naučnik, nastavnik, mentor i autor imao je dubok uticaj na metode istraživanja psihologije, empirijske istrage, teoriju i primenu. Njegovo složeno istraživanje o međuljudskim očekivanjima inspirisalo je stotine studija sa primenom unutar i izvan psihologije. Rozentalova isticanja eksperimentisanih i predmetnih artefakata i njegovih etičkih uvida, poboljšali su način na koji psiholozi vrše istraživanja. Njegov klasični statički doprinos uključuje njegov rad na meta-analizi i kontrastnoj analizi i njegovu formulaciju prikaza veličine binomnog efekta i brojčane statistike.

## Glavna interesovanja
- Primena socijalne psihologije
- Komunikacija, jezik
- Interpersonalni procesi
- Neverbalno ponašanje
- Percepcija osobe
- Metode istaživanja, procena

Istraživanje profesora Rozentala je više od 40 godina usredsređeno na ulogu samoispunjujućeg proročanstva, kako u svakodnevnom životu, tako i u laboratorijskim uslovima. Posebni interesi uključuju efekte očekivanja nastavnika na akademske i fizičke performanse učenika, efekte očekivanja eksperimentatora na rezultate njihovog istraživanja i efekte očekivanja zdravstvenih radnika na mentalno i fizičko zdravlje njihovih pacijenata. Proučava ulogu neverbalne komunikacije u posredovanju efekata međuljudskih očekivanja i odnosa između članova malih radnih i društvenih grupa. Takođe ima jake interese u izvorima artefakata u istraživanjima panašanja i različitim kvantitativnim procedurama. U oblasti analize podataka, njegovi posebni interesi su u eksperimentalnom dizajnu i analizi, kontrasnoj analizi i meta analizi. Njegove najnovije knjige i članci su o ovim oblastima analize podataka i o prirodi neverbalne kominikacije u relacijama: nastavnik-učenika, doktor-pacijent, menadžer-zaposleni, sudija-žiri i psohoterapeut-klijent.

## Nagrade
Mnoge nagrade koje je osvojio uključuju nagradu za Zlatnu medalju za životno delo 2003. godine u nauci psihologije Američkog psihološkog udruženja i izbor na Američkoj akademiji nauka i umetnosti. Rozental je osvojio AAAC nagradu za istraživanje bihejvijoralnih nauka 1960. godine. Istraživanje u pregledu opšte psihologije, obavljeno 2002. godine, ocenilo je Rozentala kao 84. psihologa 20. veka. On je sada ko-predsedavajući Radne grupe za statističke zaključke Američkog psihološkog udruženja.

## Bibliografija
- Robert Rozental, Lenor Džejkobson, Očekivanja nastavnika: determinante povećanja IQ učenika, Psihološki izveštaji (1966), 115-118